# Bram Tankink
Bram Tankink (Haaksbergen, 3 dicembre 1978) è un ex ciclista su strada olandese, professionista dal 2001 al 2018.

## Carriera
Tankink iniziò la sua carriera nel mountain biking, per poi passare al ciclismo su strada nel 1998. Nel 2000 diventò campione nazionale olandese under-23 in linea. Nel 2001 passò professionista nella Domo-Farm Frites e nel 2003 si trasferì alla Quick Step-Davitamon. Nel 2005 vinse la prima tappa del Deutschland Tour, la sua prima vittoria da professionista, mentre due anni dopo si aggiudicò il Grote Prijs Jef Scherens.
Nel 2008 passò alla Rabobank per volere di Óscar Freire. Si fece notare durante la Vuelta al País Vasco 2011, in cui andò vicino alla vittoria nella prima tappa – fu protagonista di una fuga ripresa a pochi chilometri dall'arrivo che gli permise comunque di indossare la maglia azzurra finale della classifica mete volanti. Nello stesso anno si piazzò secondo ai campionati nazionali in linea.
Nelle stagioni seguenti, gareggiando come gregario, ottenne solo piazzamenti minori. Si ritirò dall'attività a quasi quarant'anni di età, nel 2018, al termine dell'undicesima stagione consecutiva in maglia Rabobank/Blanco/Belkin/Lotto NL.

## Palmarès
- 2000

Campionati olandesi, Prova in linea Under-23
- 2005 (Quick Step-Innergetic, una vittoria)

1ª tappa Deutschland Tour (Altenburg > Plauen)
- 2007 (Quick Step-Innergetic, una vittoria)

Grote Prijs Jef Scherens

### Altri successi
- 2005 (Quick Step-Innergetic)

Profronde van Maastricht
Profronde van Almelo
- 2006 (Quick Step-Innergetic)

Mijl van Mares
- 2007 (Quick Step-Innergetic)

Profronde van Maastricht
- 2008 (Rabobank)

Profronde van Wierden
- 2011 (Rabobank Cycling Team)

1ª tappa Tirreno-Adriatico (Marina di Carrara, cronosquadre)
Classifica mete volanti Vuelta al País Vasco

## Piazzamenti

### Grandi Giri
- Giro d'Italia

2011: 36º
2016: 61º
2017: ritirato (19ª tappa)
- Tour de France

2005: 111º
2006: 94º
2007: 40º
2008: 60º
2010: non partito (16ª tappa)
2012: 144º
2013: 64º
2014: 40º
2015: 55º
- Vuelta a España

2002: ritirato (5ª tappa)
2003: 94º
2004: 64º
2009: 34º
2016: 103º

### Classiche monumento
- Milano-Sanremo

2003: 44º
2005: 55º
2010: 60º
2012: 41º
2015: 39º
2017: 26º
- Giro delle Fiandre

2005: 48º
2008: 39º
2009: 39º
2012: 53º
2014: 30º
2015: ritirato
2016: ritirato
2017: 58º
2018: ritirato
- Parigi-Roubaix

2003: 50º
2005: 37º
2012: 55º
2014: 26º
2015: ritirato
2018: 76º
- Liegi-Bastogne-Liegi

2002: 120
2004: 82º
2006: 43º
2007: 32º
2008: 57º
2009: 95º
2010: 34º
2011: 64º
2013: 78º
2014: 135º
2015: ritirato
2016: ritirato
2017: 83º
2018: 95º
- Giro di Lombardia

2004: 40º
2011: ritirato
2013: ritirato
2015: 99º
2016: ritirato

### Competizioni mondiali
- Campionati del mondo

Plouay 2000 - In linea Under-23: 69º
Verona 2004 - In linea Elite: 82º
Madrid 2005 - In linea Elite: 49º
Salisburgo 2006 - In linea Elite: ritirato
Stoccarda 2007 - In linea Elite: ritirato
Varese 2008 - In linea Elite: ritirato